# La Palma (Cuba)

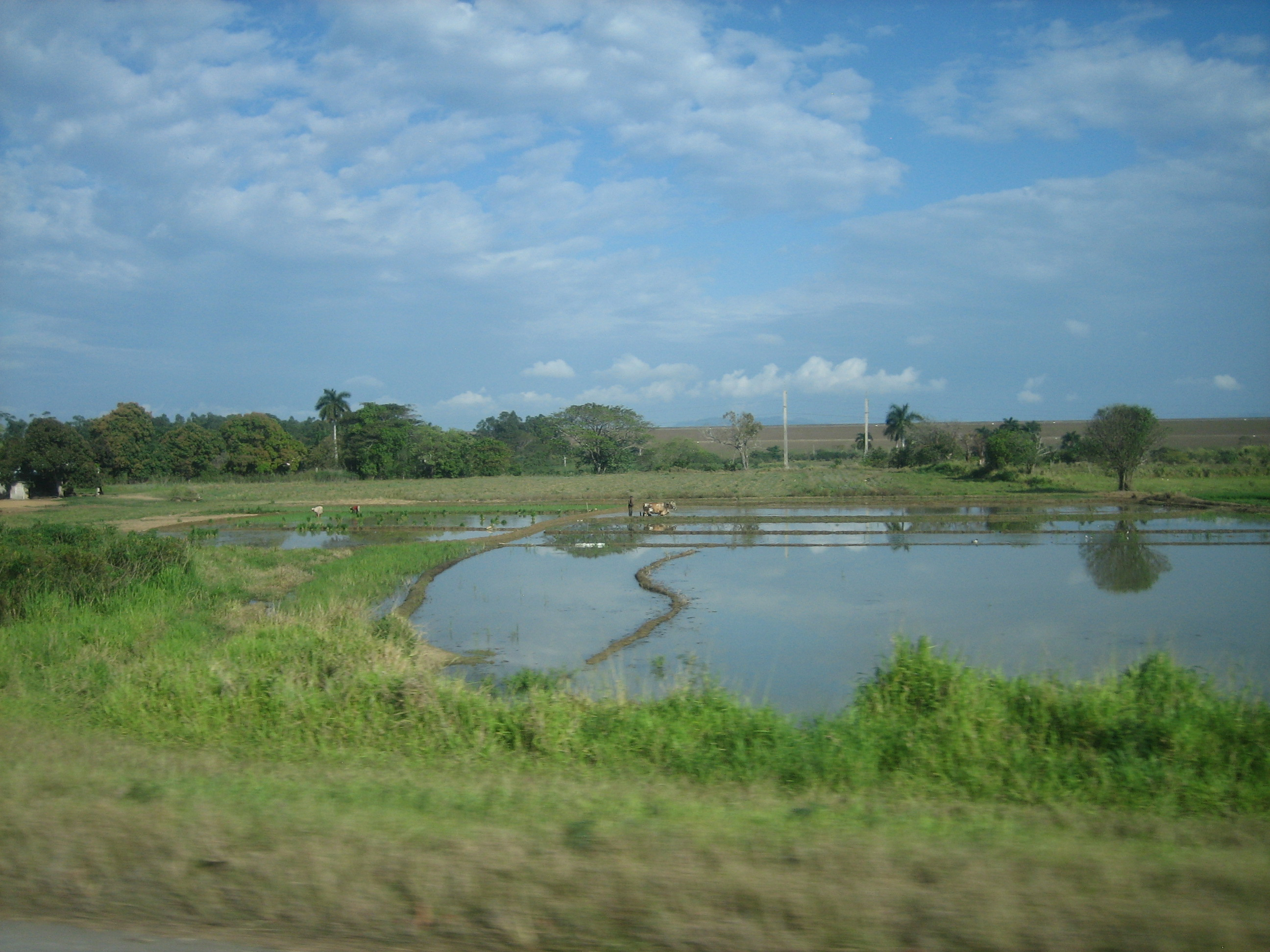
Pinar del Río, Cuba.

La Palma é um município de Cuba pertencente à província de Pinar del Río. 